# Долна Сеч
Долна Сеч (словац. Dolná Seč) — село, громада округу Левіце, Нітранський край. Кадастрова площа громади — 8.78 км².
Населення 517 осіб (станом на 31 грудня 2018 року).

## Історія
Долна Сеч згадується 1310 року.

## Населення
| Рік:            | 1994. | 2004.   | 2014.   | 2024.    |
| --------------- | ----- | ------- | ------- | -------- |
| Кількість осіб: | 420   | 446     | 454     | 566      |
| Різниця:        |       | +6,19 % | +1,79 % | +24,66 % |

| Рік:            | 2023. | 2024.   |
| --------------- | ----- | ------- |
| Кількість осіб: | 558   | 566     |
| Різниця:        |       | +1,43 % |